# Elecciones estatales de Sajonia-Anhalt de 2002

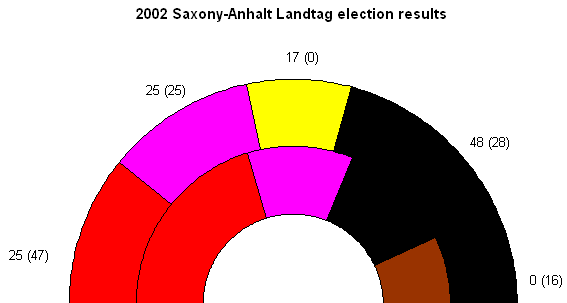
Resultados de las elecciones en Sajonia-Anhalt en 2002

La elección estatal de Sajonia-Anhalt de 2002 se llevó a cabo el 21 de abril de 2002, para elegir a los miembros del Landtag de Sajonia-Anhalt.

## Resultados
Los resultados fueron:
| Partido Político | Partido Político                      | Porcentaje | Escaños |
| ---------------- | ------------------------------------- | ---------- | ------- |
|                  | Unión Demócrata Cristiana de Alemania | 37,3       | 48      |
|                  | Partido del Socialismo Democrático    | 20,4       | 25      |
|                  | Partido Socialdemócrata de Alemania   | 20,0       | 25      |
|                  | Partido Democrático Liberal           | 13,3       | 17      |
|                  | Partido Schill                        | 4,5        | 0       |
|                  | Otros                                 | 4,5        | 0       |

## Post-elección
La derecha populista del Partido Schill, después de su éxito en Hamburgo, no logró ganar escaños en el parlamento de Sajonia-Anhalt, ni en ningún otro Landtag. El gobierno SPD-PDS ya no tenía suficientes escaños para mantenerse en el poder, y Wolfgang Böhmer (CDU) fue capaz de formar un nuevo gobierno en coalición con el FDP, que tuvo una victoria extraordinaria (13 %).
Después de la victoria inesperada para el FDP, el líder del partido, Guido Westerwelle, declaró que su partido era "para todo el pueblo". El FDP lo nominó "candidato a canciller". Fue la primera vez que el partido lo hizo (los "candidatos a canciller" son normalmente nombrados por la CDU/CSU y el SPD, por lo que la campaña del FDP fue ampliamente no tomada en serio).
Cinco meses antes de la elección federal, este resultado fue una gran derrota para el gobierno rojo-verde de Gerhard Schröder y debilitó la posición de este en el Bundesrat.